# MAKI
MAKI es una exempleada de Bemani el cual contribuyó como cantante desde 2001 hasta fines del 2009 en una variedad de géneros y canciones, casi todos ellos exclusivamente para la franquicias de GuitarFreaks & DrumMania y Pop'n music. En pop'n music es conocida por sus canciones de género Kayo junto con Hideyuki Ono bajo su pseudónimo de 熱帯マジ-SKA爆弾. Finalmente, fuera de Bemani, Maki realizó varios álbumes antes de darse de baja.

## Música principal
La siguiente lista muestra las canciones que fueron creadas por el mismo autor y también con los artistas que trabajó para su elaboración:

### Álbumes
- essence (Lanzado el 26 de diciembre de 2006)
- Alive (Lanzado el 27 de julio de 2008)
- REBIRTH (Lanzado el 20 de diciembre de 2009)

### BEMANI series
- ありがとね。 (GUITARFREAKS 5thMIX』&『drummania 4thMIX)
- Rebirth (GUITARFREAKS 7thMIX』&『drummania 6thMIX)
- less (GUITARFREAKS 9thMIX』&『drummania 8thMIX)
- Real 〜Lサイズの夢 (GUITARFREAKS 11thMIX』&『drummania 10thMIX)
- モラトリアム (GuitarFreaks V2』&『DrumMania V2)
- 黄金岬 (GuitarFreaks & DrumMania V3 CS)
- 真夏の恋は ちゅらちゅらLove☆ (GuitarFreaks V5 & DrumMania V5)
- Only One More Kiss (pop'n music 10 CS)
- Rapunzel (pop'n music 11 CS)
- 1クールの男 (pop'n music 12 いろは)
- 脱皮 〜Knock Out Regrets〜 (pop'n music 12 いろは)
- Knock Out Regrets (pop'n music 12 いろは - Dance Dance Revolution STRIKE)
- 魅せられて〜エーゲ海のテーマ (pop'n music 14 FEVER!)
- 月のワルツ (pop'n music 16 PARTY♪)
- 誰がために陽はのぼる (pop'n music 17 THE MOVIE)
- ポップミュージック続論 (pop'n music18 せんごく列伝)